# 日罗马尼
日罗马尼（法語：Giromagny，法語發音：[ʒiʁɔmaɲi]），法国东北部城市，勃艮第-弗朗什-孔泰大区贝尔福地区省的一个市镇，隶属于贝尔福区，其市镇面积为5.65平方公里，2022年1月1日时人口数量为2,897人，在法国市镇中排名第3,845位（2021年）。
日罗马尼位于贝尔福地区省西北部，是一个区域性的中心城市，历史上因矿产开采活动而闻名。

## 地名来源
“Giromagny”一名的来源及含义均尚有待考证。

## 历史

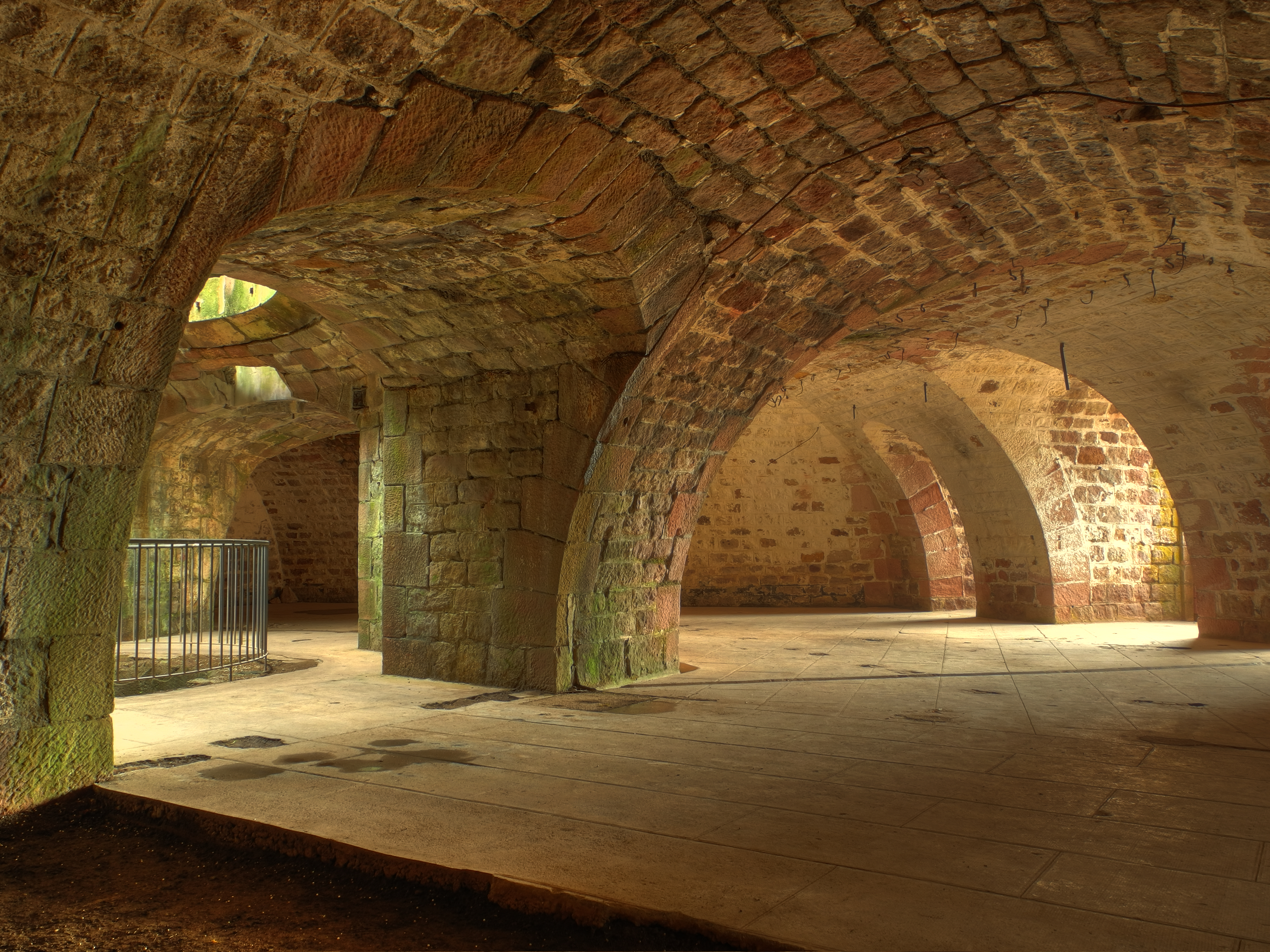
日罗马尼军事城堡的一处防空设施

日罗马尼的早期历史尚不清楚，该地中世纪时曾为阿尔萨斯的一部分，1348年被哈布斯堡家族继承，后于1648年通过《威斯特伐利亚和约》并入法兰西王国。中世纪末，日罗马尼境内发现银和铜资源并得到开采。法兰西大臣儒勒·马萨林亦曾在日罗马尼境内修建了一处私宅。法国大革命后，日罗马尼成为上莱茵省的一个市镇，并自1793年起成为日罗马尼县的县治。日罗马尼镇中心的施洗约翰教堂于1862年建成。普法战争结束后，上莱茵省所在的阿尔萨斯-洛林地区被普鲁士军队占领，但日罗马尼所处的贝尔福区西部部分未被普鲁士兼并，后者成为法国的一个独立省份，这一行政区划在一战结束后得以保留。1880年，为加强防御，法军在此修建了日罗马尼军事城堡。1913年，法军又在日罗马尼境内兴建军营，后有多个军团驻扎于此。一条连接日罗马尼的支线铁路于1883年建成通车，后于1938年停止客运服务。二战期间日罗马尼被纳粹德军占领，战后日罗马尼营地被日罗马尼市政府购买。

## 地理

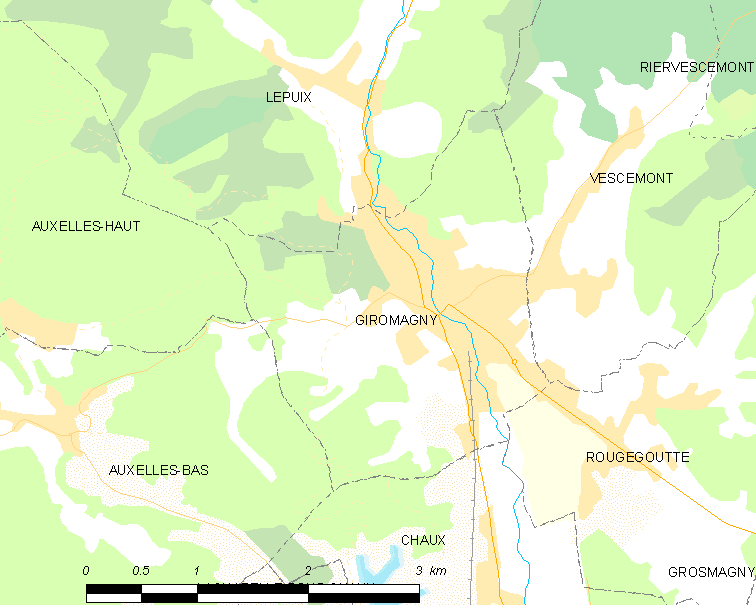
日罗马尼市镇范围地图

日罗马尼位于法国东北部，勃艮第-弗朗什-孔泰大区东北部和贝尔福地区省北部，距离省会贝尔福大约14公里。与日罗马尼接壤的市镇包括：上欧克塞勒、下欧克塞勒、绍村、勒皮、鲁日古特和韦斯蒙。

### 地形
日罗马尼位于孚日山南麓，境内以平原和山地为主，市镇中心位于一处地势较为平坦的山前冲积平原带，市区北侧为让山（Mont Jean），西北部为奥尔东-韦里耶山（Mont Ordon-Verrier）东脉，西南侧则为罗曼山（Mont Romains），全境海拔在452到800米之间。

### 水文
萨武勒斯河自北向南流经日罗马尼镇中心。

### 植被
日罗马尼属于温带阔叶混交林区，是孚日山圆顶峰自然保护区的组成部分，林地多分布于河流附近及坡地地带，镇中心的狼群天堂公园（Parc du Paradis des Loups）是当地的一处城市绿地。
在鲜花城市的评比中，日罗马尼被评为1星级鲜花城市。

### 气候
日罗马尼在柯本气候分类法中属于带有大陆性气候特征的温带海洋性气候（Cfb）。

## 行政区划
日罗马尼的市镇编号为90052，邮政编号为90200。
在行政管理方面，日罗马尼隶属于法国勃艮第-弗朗什-孔泰大区贝尔福地区省贝尔福区；在地方选举方面，日罗马尼是日罗马尼县的中央投票站所在地，其市镇范围全境被划入贝尔福地区省第二选区；在社会管理方面，日罗马尼是南孚日市镇公共社区的办公驻地。
截至2024年11月，日罗马尼市镇范围内暂无任何城市敏感街区及城市政策优先街区。
法国国家统计与经济研究所（简称“INSEE”）在进行数据统计时，将日罗马尼及相邻的另外3个市镇设为日罗马尼城市核心区，并将包括核心区在内的周边共68个市镇划为贝尔福城市区。自2020年起，贝尔福城市区被包含91个市镇的贝尔福城市辐射区代替。此外，INSEE还将日罗马尼市镇整体看作一个“块区”（IRIS），以便于统计人口分布情况。

## 交通

### 公路
贝尔福地区省省道D12线、D14线和D465线在日罗马尼境内交汇。
| 13 | 14 |

| 贝尔福 | 13 |

| 吕尔 | 30 |

| 勒蒂约 | 31 |

2021年，70.4%的日罗马尼家庭拥有至少一辆私人汽车。2021年，日罗马尼境内共发生各类交通事故2起，造成2人受伤。

### 铁路

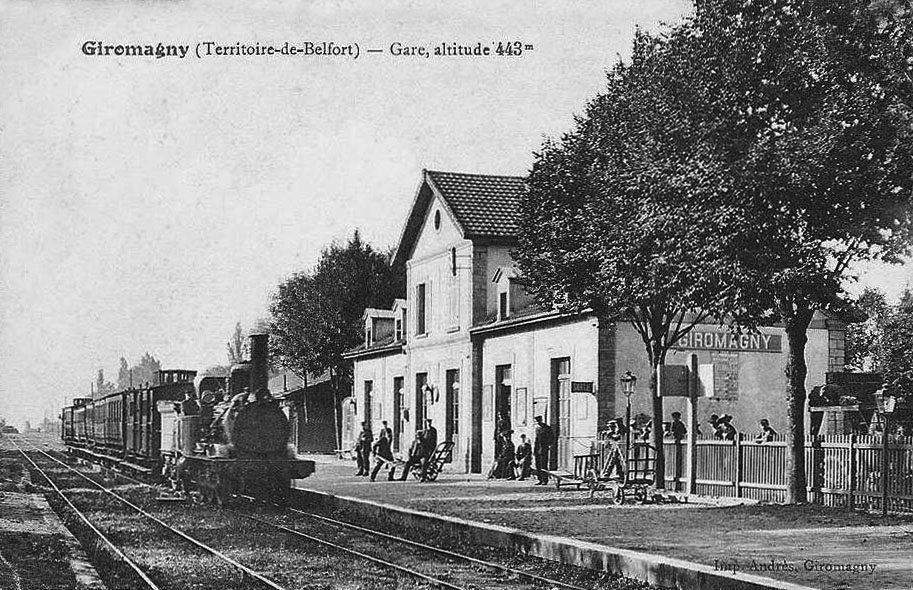
20世纪初的日罗马尼火车站

连接日罗马尼的铁路仅供货运，该铁路恢复客运服务计划于1995年提出，但现尚无进展。
距离日罗马尼最近的运营中的客运铁路车站为8.5公里外的下埃韦特站，该站停靠往返于沃苏勒和贝尔福一线的区域列车，部分班次可直通埃皮纳勒。

### 航空
日罗马尼距离巴塞尔-米卢斯-弗赖堡欧洲机场的公路里程大约76公里。

### 城市公共交通
日罗马尼是贝尔福城市公共交通（商业名称为“Optymo”）的服务覆盖范围。截至2024年11月，该系统共包括数十条各类公交线路，其中公交20路、31路、40路和90路经过日罗马尼市区。

## 政治

### 市政内阁

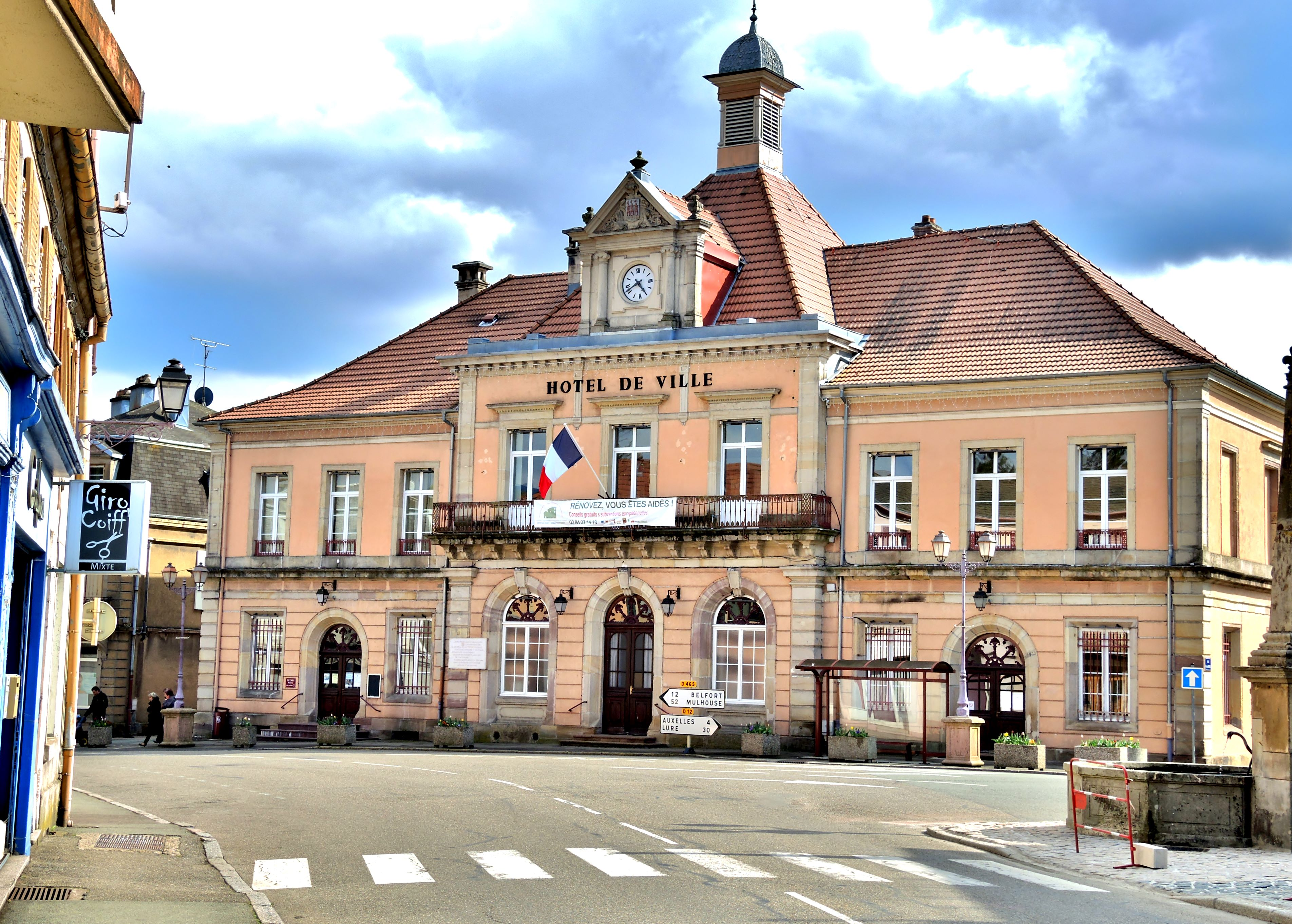
日罗马尼市政厅

日罗马尼的现任市长为克里斯蒂安·科代先生（Christian CODDET），他是一名无党派人士，在2020年的市政选举中获得了64.28%的支持率。
| 日罗马尼历届市长 | 日罗马尼历届市长                         | 日罗马尼历届市长          |
| 任期             | 市长                                     | 党派                      |
| ---------------- | ---------------------------------------- | ------------------------- |
| 1944年－1947年   | Alfred HARTMANN 阿尔弗雷德·哈特曼        | 不详                      |
| 1947年－1971年   | Jean-Ernest BOIGEOL 让-埃内斯特·布瓦若尔 | DVG左翼无党派人士         |
| 1971年－1989年   | Jean SINGER 让·桑热                      | DVD右翼无党派人士         |
| 1989年－1995年   | Roland MOZER 罗朗·莫泽尔                 | 不详                      |
| 1995年－2008年   | Gilles ROY 吉勒·鲁瓦                     | DVD右翼无党派人士         |
| 2008年－2014年   | Jean LEFÈBVRE 让·勒菲弗                  | DVG左翼无党派人士         |
| 2014年－2020年   | Jacques COLIN 雅克·科兰                  | 無黨籍 →DVG左翼无党派人士 |
| 2020年－         | Christian CODDET 克里斯蒂安·科代         | 無黨籍                    |

### 各级选举
| 日罗马尼历届投票选举结果 | 日罗马尼历届投票选举结果 | 日罗马尼历届投票选举结果 | 日罗马尼历届投票选举结果 | 日罗马尼历届投票选举结果        | 日罗马尼历届投票选举结果 | 日罗马尼历届投票选举结果 | 日罗马尼历届投票选举结果        | 日罗马尼历届投票选举结果 | 日罗马尼历届投票选举结果 |
| 选举项目                 | 选举范围                 | 选区单位                 | 选区单位内的选举结果     | 选区单位内的选举结果            | 选区单位内的选举结果     | 选区单位内的选举结果     | 选区单位内的选举结果            | 选区单位内的选举结果     | 参考资料                 |
| 选举项目                 | 选举范围                 | 选区单位                 | 第一轮胜出者             | 第一轮胜出者                    | 支持率                   | 第二轮胜出者             | 第二轮胜出者                    | 支持率                   | 参考资料                 |
| ------------------------ | ------------------------ | ------------------------ | ------------------------ | ------------------------------- | ------------------------ | ------------------------ | ------------------------------- | ------------------------ | ------------------------ |
| 2017年法國總統選舉       | 法國                     | 市镇                     |                          | 玛丽娜·勒庞                     | 32.08%                   |                          | 玛丽娜·勒庞                     | 50.96%                   | [ 25 ]                   |
| 2017年法国立法选举       | 贝尔福地区省第二选区     | 市镇                     |                          | 布吕诺·克恩                     | 26.16%                   |                          | 米歇尔·楚姆克勒                 | 57.47%                   | [ 25 ]                   |
| 2019年欧洲议会选举       | 法國                     | 市镇                     |                          | 若尔丹·巴尔代拉                 | 31.85%                   | （不适用）               | （不适用）                      | （不适用）               | [ 27 ]                   |
| 2021年法国省级选举       | 贝尔福地区省             | 县                       |                          | 拉谢尔·库夫勒 迪迪埃·巴利韦尔杜 | 61.2%                    |                          | 拉谢尔·库夫勒 迪迪埃·巴利韦尔杜 | 68.69%                   | [ 28 ] [ 29 ]            |
| 2021年法国省级选举       | 贝尔福地区省             | 市镇                     |                          | 拉谢尔·库夫勒 迪迪埃·巴利韦尔杜 | 51.67%                   |                          | 拉谢尔·库夫勒 迪迪埃·巴利韦尔杜 | 65.39%                   | [ 28 ] [ 29 ]            |
| 2021年法国大区选举       |                          | 市镇                     |                          | 玛丽-吉特·迪费                  | 33.27%                   |                          | 玛丽-吉特·迪费                  | 46.82%                   | [ 30 ]                   |
| 2022年法国总统选举       | 法國                     | 市镇                     |                          | 玛丽娜·勒庞                     | 34.11%                   |                          | 玛丽娜·勒庞                     | 57.49%                   | [ 25 ]                   |
| 2022年法国立法选举       | 贝尔福地区省第二选区     | 市镇                     |                          | 索菲·卡尼塞尔                   | 28.14%                   |                          | 索菲·卡尼塞尔                   | 57.74%                   | [ 25 ]                   |
| 2024年欧洲议会选举       | 法國                     | 市镇                     |                          | 若尔丹·巴尔代拉                 | 45.76%                   | （不适用）               | （不适用）                      | （不适用）               | [ 25 ]                   |
| 2024年法国立法选举       | 贝尔福地区省第二选区     | 市镇                     |                          | 纪尧姆·比戈                     | 50.34%                   |                          | 纪尧姆·比戈                     | 62.16%                   | [ 25 ]                   |

## 人口
2021年，日罗马尼市镇人口数量为2,908，在法国排名第3,845位。其中男性1,386人，女性1,522人，75岁及以上人口占13.7%，外籍人口数量为46人，人口密度为515人/平方公里，当地居民被称为（男性）或（女性）。2022年，日罗马尼境内出生33人，死亡人口84人。
| 日罗马尼1901年－2021年人口变化情况 |
|                                    |
| 数据来源：Cassini、INSEE           |

## 经济
日罗马尼是一个区域性的中心城市。截至2024年11月，日罗马尼市镇范围内共有各类用人单位（包含自雇）458家，平均历史为18年，均为中小型企业（PME），2024年9月至11月间，当地的经济活力指数为0。（大型零售）、（管道工程）及（路面工程）是当地2022年已公布营业额最高的三个企业，分别为23,995,578欧元、1,537,429欧元和1,083,154欧元。

## 财政与居民收入
2022年，日罗马尼的财政收入总额为2,409,920欧元，财政支出总额为1,703,020欧元，当年的债务总额为3,742,360欧元。2022年，日罗马尼市镇通过增值税获得23,720欧元的收入，此外当地还共获得了299,800欧元的国家直接财政补助。
| 日罗马尼居民收入情况                             | 日罗马尼居民收入情况 | 日罗马尼居民收入情况  | 日罗马尼居民收入情况 |
| 内容                                             | 日罗马尼             | 法国                  | 统计年份             |
| ------------------------------------------------ | -------------------- | --------------------- | -------------------- |
| 征税家庭总数                                     | 1,389                | 1,081（法国市镇平均） | 2022年               |
| 居民平均月收入                                   | 2,239欧元            | 2,435欧元             | 2022年               |
| 高级职员人均月收入                               | 4,330欧元            | 4,331欧元             | 2021年               |
| 中级职员人均月收入                               | 2,355欧元            | 2,470欧元             | 2021年               |
| 普通职员人均月收入                               | 1,717欧元            | 1,801欧元             | 2021年               |
| 贫困率                                           | 17%                  | 14.5%                 | 2020年               |
| 青壮年（15至64岁）失业率                         | 13.5%                | 7.4%                  | 2020年               |
| 征税家庭数量占比                                 | 36.7%                | 45.5%                 | 2020年               |
| 家庭年均纳税                                     | 2,395欧元            | 4,393欧元             | 2022年               |
| 资料来源：INSEE、L'Internaute、Le Journal du Net |                      |                       |                      |

## 社会事务

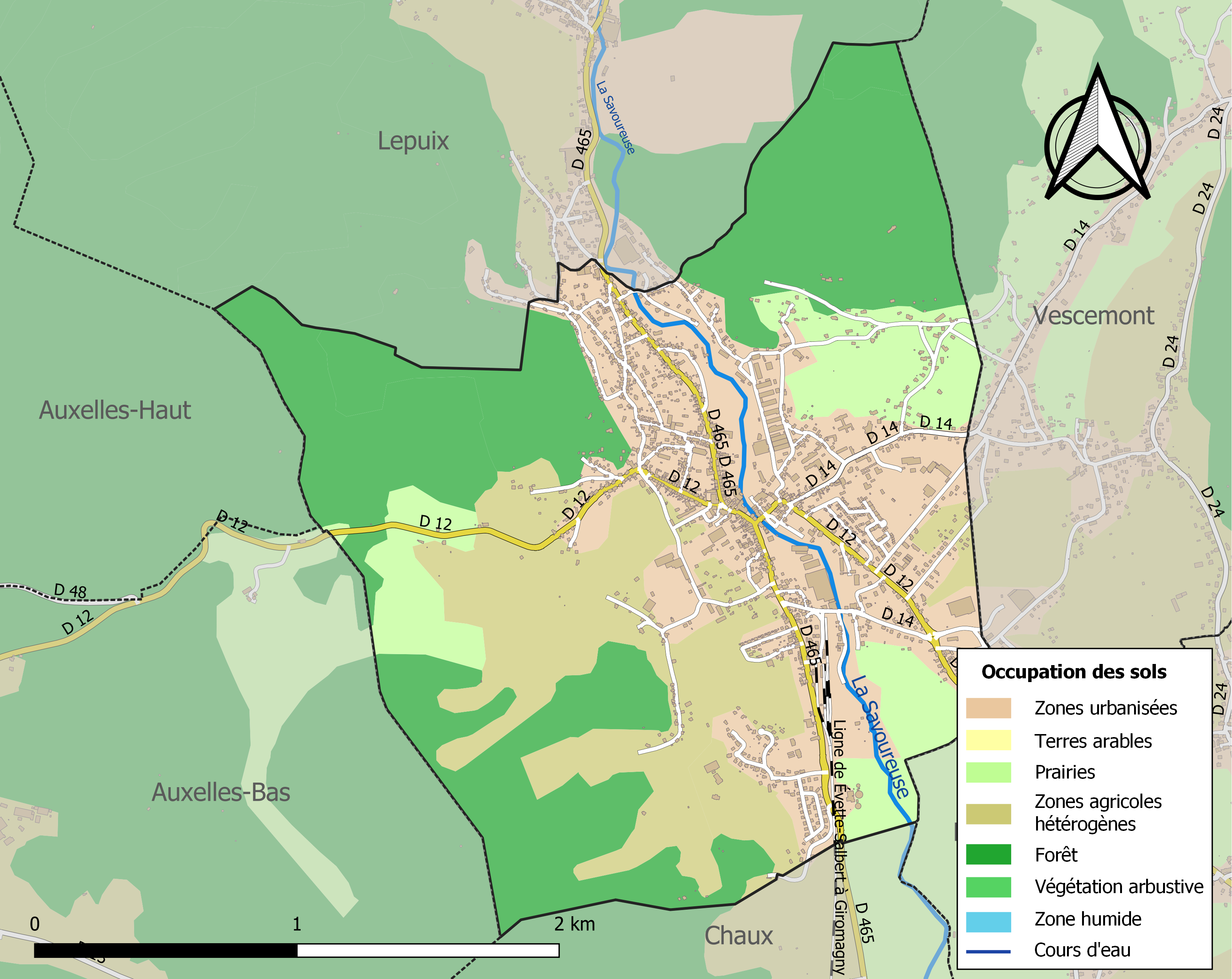
日罗马尼土地利用情况地图

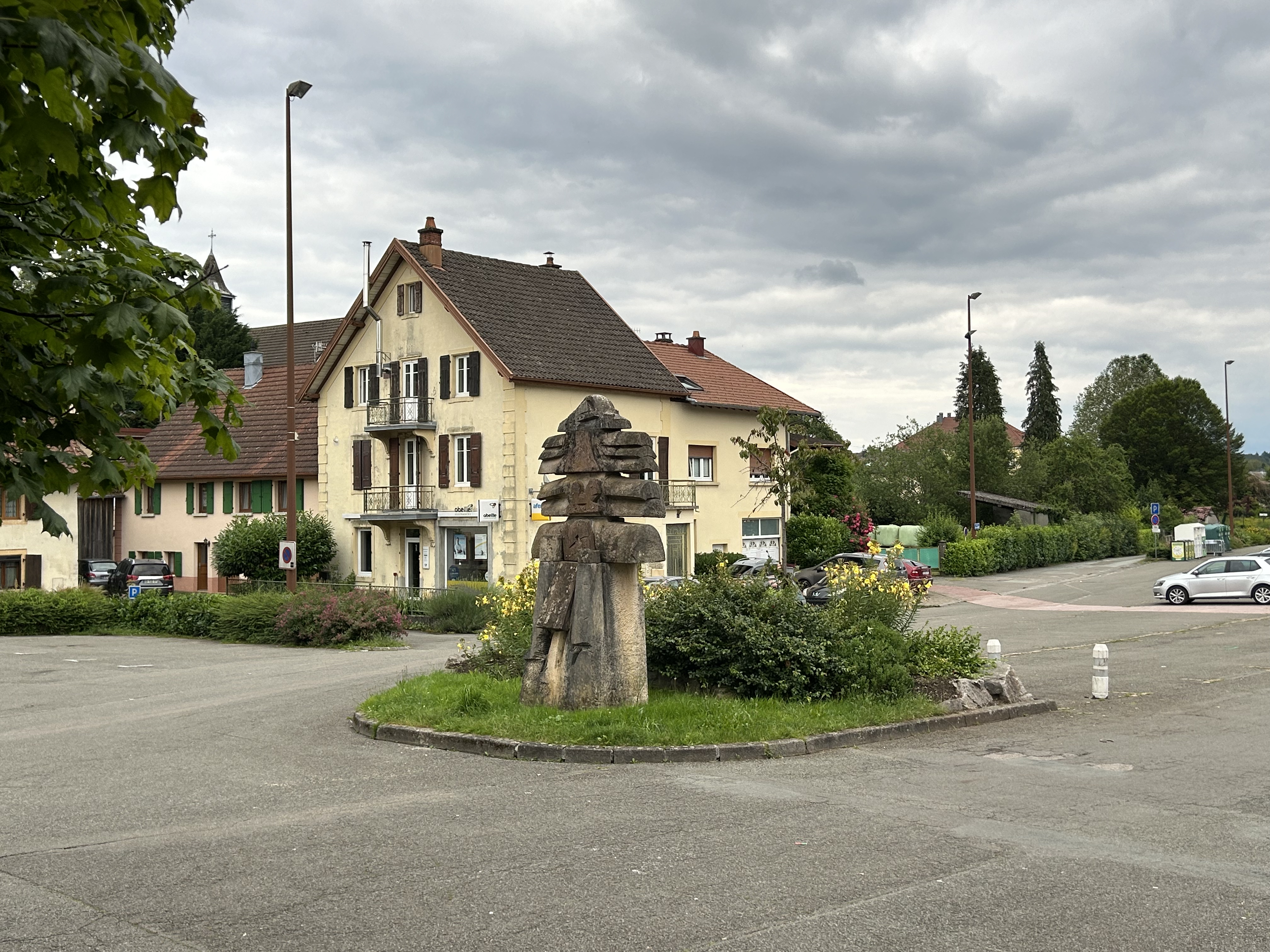
戴高乐广场

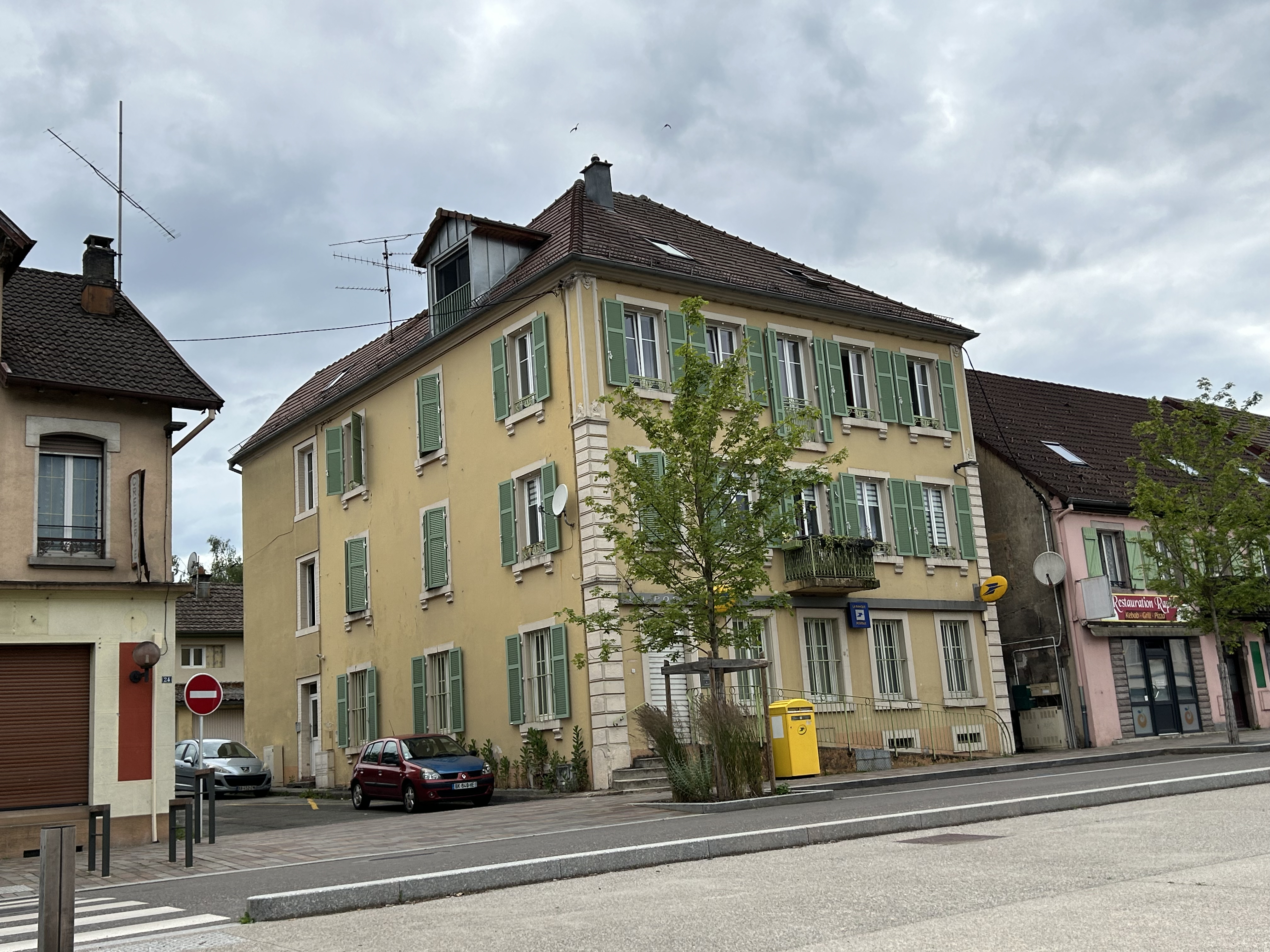
邮局

### 教育
日罗马尼属于贝桑松学区。截至2023年1月1日，日罗马尼境内共有1所幼儿园、1所小学和1所初级中学。2022至2023学年度，日罗马尼境内共有在校中等教育阶段学生449名。

### 医疗
截至2023年1月1日，日罗马尼境内共有全科医生5名、保健师5名、牙医3名和护士8名。境内共有药房2家、养老院1家、残疾人帮扶中心1家。
距离日罗马尼最近的区域性医疗机构为北弗朗什-孔泰医院（Hôpital Nord Franche-Comté），其主病区医位于特雷沃南市区，距离日罗马尼市区的正常车程大约30分钟，该院设有床位817个，是贝尔福地区省规模最大的公立综合性医院。

### 住房
2021年，日罗马尼境内共有各类住房1,675套，其中52.4%为独立式住宅，47.3%为集中式住宅。常住房屋占日罗马尼市镇范围内居民建筑总量的83.8%。
在住房保障政策方面，2023年，日罗马尼境内共有570户家庭获得了家庭津贴补助，受益人数占总人口数量的19.6%，其中265份为房租补助。

### 商业
2021年，日罗马尼境内共有各类实体商铺77家，其中餐厅12家、大型超市1家、杂货店1家、面包房4家、肉铺1家、书店1家、装饰品店1家、银行门店4家、美容美发店7家、汽车维修店6家。日罗马尼镇中心东南部建有一家Intermarché和Bricomarché超市。

### 体育
2023年，日罗马尼境内共有2间体育馆、1座综合体育场、1处网球场、1处马术场以及1处足球或橄榄球场。
截至2024年11月，日罗马尼境内共有两家注册足球俱乐部。日罗-勒皮体育俱乐部（Football Club Giro-Lepuix，编号547627）是当地的代表性足球队，其主队2024至2025赛季参加贝尔福地区省足球联赛甲组（法国第九级别），其主场为爱德华·特拉韦尔球场（Stade Édouard Travers）。

### 环境
日罗马尼的环境事务由其所属的南孚日市镇公共社区联合各级政府协调负责。2021年，日罗马尼境内暂无污染企业。

### 治安
2021年，日罗马尼市镇范围内共有1处宪兵队。
2023年，日罗马尼市镇范围内累计记录各类案件73起，其中盗窃类案件19起，人身侵犯类案件10起，毒品交易类案件3起。

## 文化

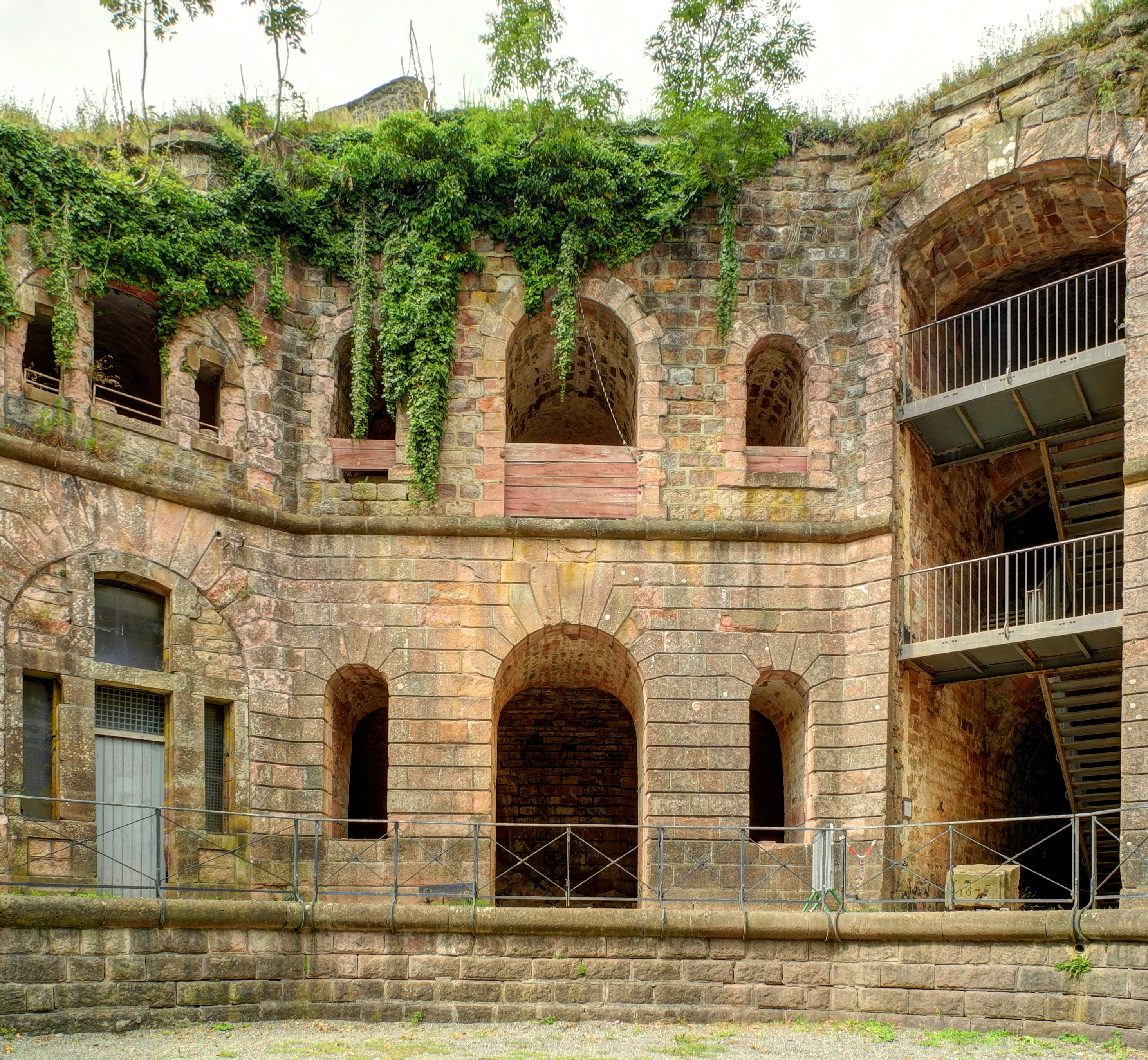
军事城堡一角

2023年，日罗马尼境内共有1家剧场。日罗马尼境内建有多媒体中心（Médiathèque），每周一、二、三、五、六向公众开放。

### 建筑
日罗马尼境内有多处历史建筑，其中日罗马尼军事城堡、阿尔萨斯并入法兰西纪念碑（Monument commémoratif de la réunion de l'Alsace à la France en 1648）等为法国国家文物保护单位，施洗约翰教堂（Église Saint-Jean-Baptiste de Giromagny）、圣吕克路德教堂（Temple luthérien Saint-Luc de Giromagny）等亦是当地的地标性建筑物。

### 旅游
日罗马尼的旅游事务由其所属的南孚日市镇公共社区联合各级政府协调负责。2024年，日罗马尼境内共有1家酒店共计14间房间；另有0个露营地，可容纳共0辆露营车。

### 媒体
法国主要的媒体均可在日罗马尼接收，法国电视三台下属的勃艮第-弗朗什-孔泰大区频道在部分时段播出日罗马尼所在贝尔福地区省的地方新闻。蓝色法兰西贝尔福-蒙贝利亚尔广播、《东部共和国人报》等是当地主要的地方媒体。

## 相关人物
法国文学评论家安德烈·瓦尔诺出生于日罗马尼。

## 友好城市
截至2024年11月，日罗马尼共与一座城市建立了友好城市关系：
- 德国 施瓦布明兴